# Đích trưởng tử

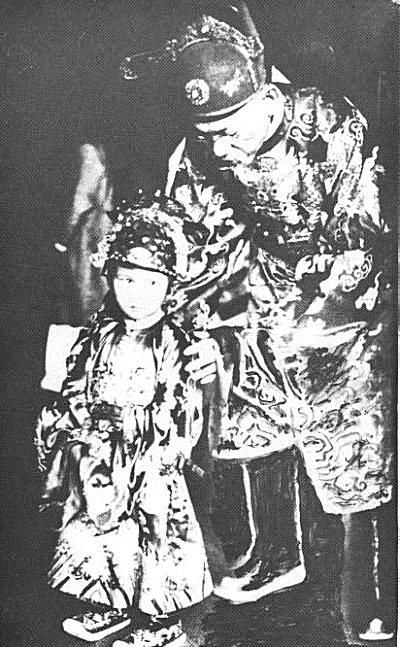
Hoàng thái tử Nguyễn Phúc Bảo Long - vị Hoàng Đích Trưởng tử cuối cùng của lịch sử phong kiến Việt Nam.

Đích Trưởng tử (chữ Hán: 嫡長子) là một khái niệm xuất phát từ chế độ một chồng nhiều vợ của xã hội Đông Á. Đây là chỉ người con trai do người Chính thất sinh ra, đồng thời người đó còn là người con trai lớn tuổi nhất trong nhà.
Trong nhiều chế độ hôn nhân của xã hội Đông Á cổ đại, Đích Trưởng tử có thân phận kế thừa tuyệt đối gia sản, không chỉ với dân gian mà còn đối với dòng dõi Vua chúa. Pháp độ chọn Trữ quân của đại đa số các triều đều "Lập Đích lập Trưởng", ý nói có lập Trữ quân thì ưu tiên chọn con của Chính thất, mà còn phải là con trai cả trong số con cái Chính thất.

## Khái quát
Trong xã hội Đông Á, một người đàn ông có một người vợ hợp pháp (Thê; 妻 hay Chính thất; 正室) và có thể có hơn một vợ lẽ nàng hầu (Thiếp; 妾), con của các thê được gọi là Đích tử (嫡子), cũng gọi Đích tự (嫡嗣), còn con của thiếp đều là Thứ tử (庶子).
Giữa các Đích tử và Thứ tử cũng có sự phân biệt, thông thường Đích Trưởng tử là dành cho người con trai lớn nhất trong hàng Đích tử, ngay sát sau đó thì liền có danh xưng Đích thứ tử (嫡次子), tức con trai thứ trong hàng Đích. Con trai lớn nhất trong hàng Thiếp sinh ra thường gọi là Thứ trưởng tử (庶長子), sau còn có Thứ thứ tử (庶次子). Trong chữ Hán thì chữ Thứ (次) là nói đến vị trí thứ hai, chỉ sau Trưởng (長), còn chữ Thứ (庶) là thân phận kém, chỉ đến dân thường hoặc con của tỳ thiếp sinh ra.
Trong xã hội Đông Á thì dòng hậu duệ từ Đích tử được gọi là Đích phái (嫡派), lấy Đích Trưởng tử làm đầu, Đích Trưởng tử của Đích Trưởng tử được gọi là Đích Trưởng tôn (嫡長孫), và các con trai của các Đích tử (嫡子) đều được gọi là các Đích tôn (嫡孫), mà các nhánh của Thứ tử cùng gọi Chi thứ (支庶, "các dòng thứ").

## Quyền lợi
Theo pháp định thời cổ, Đích Trưởng tử trong một đại gia đình là người có quyền thừa kế tước vị cùng số tài sản cao nhất. Từ thời nhà Chu, các Thiên tử lập ra tông pháp chế độ, lấy chế độ "con đích xuất" và "con trưởng" tạo nên khái niệm truyền ngôi cho "Đích Trưởng tử" là vĩnh cữu, do đó hình thành quan điểm Đích Trưởng tử được ưu tiên hơn cả. Từ đó, dòng dõi Vương thất đến quan lại Sĩ tộc đều tuân thủ tiền lệ này.
Theo như đó, thông thường chỉ một chi Đích Trưởng tử cùng hậu duệ là có quyền kế thừa việc nhang khói, nếu là nhà công khanh thì Đích Trưởng tử cũng thường được ưu tiên hưởng tước vị truyền thừa (nếu có), đồng thời còn được quyền lợi chia sẻ tài sản ở mức cao nhất. Tại hầu hết triều đại, thì quy định thừa kế tài sản hoặc tước vị đều đưa Đích Trưởng tử cùng hậu duệ trực hệ đều có quyền ưu tiên tuyệt đối, căn cứ vào Đường Luật sơ nghị diễn giải thì: "Nếu không có Đích tử (Đích Trưởng tử), lập Đích tôn (con của Đích Trưởng tử). Không có Đích tôn (con của Đích Trưởng tử) thì lấy Đích thứ tử là em cùng mẹ với Đích Trưởng tử. Không có Đích thứ tử cùng mẹ, thì lấy Thứ tử, mà cần là Thứ trưởng tử mới được. Còn như không có Thứ trưởng tử, lập Đích tôn là con của Đích thứ tử cùng mẹ, không có nữa đến Thứ tôn tằng". Việc truyền thừa này cũng rất có quy tắc, nếu làm loạn như thay đổi vị trí Đích Trưởng tử. Nếu như không có Đích tử mà phải lập Thứ tử, đều phải là Thứ trưởng tử, làm loạn quy tắc đều bị sung quân 1 năm.
Trong lịch sử Trung Quốc, từ thời Chiến Quốc đến khi nhà Tần, các Hoàng đế đều rất xem trọng thân phận Đích Trưởng tử, họ có xu hướng xem Đích Trưởng tử là nhân tuyển sáng giá cho ngôi vị Trữ quân. Dưới thời nhà Hán, Hán Huệ Đế Lưu Doanh không phải Trưởng tử vì trên ông còn có người anh là Tề Điệu vương Lưu Phì, nhưng ông là con trai đầu lòng của chính thất nên được xem là Đích Trưởng tử chân chính, từ đó được lập làm Hoàng thái tử. Triều đại nhà Minh còn ra "Tổ huấn" về lập Thái tử kế vị:"Cần lập người do Đích mẫu sinh ra, nếu như lập con của Thứ mẫu thì cần là con trưởng". Đến khi nhà Thanh thành lập, thân phận Đích Trưởng tử vẫn có địa vị cao trong hoàng gia, nhưng gần hơn 300 năm của triều Thanh thì chỉ có Đạo Quang Đế là vị hoàng đế đầu tiên của triều Thanh có thân phận "Đích Trưởng tử" kế thừa hoàng vị. Ngoài ra, Hàm Phong Đế tuy có anh Thứ trưởng là Ân Chỉ Quận vương Dịch Vĩ và bản thân được xem là "Hoàng tứ tử", nhưng thời điểm Hàm Phong Đế sinh ra thì ông lại là con trưởng (do Dịch Vĩ qua đời), thành ra ông vẫn có thể được nhìn nhận là một "Đích Trưởng tử" chân chính. Tại các quốc gia Triều Tiên cùng Nhật Bản, chế độ thừa kế cho Đích Trưởng tử cũng rất được bảo đảm, Triều Tiên thậm chí còn nghiêm khắc hơn nhà Minh. Ở Nhật Bản, Đích Trưởng tử được gọi là Đích nam (嫡男; ちゃくなんChakunan) và từ thời Luật lệnh chế đã quy định quyền lợi lớn cho Đích nam. Tuy nhiên quyền lợi thực tế của Đích nam tại Nhật Bản rất không ổn định, đặc biệt là trong giới quý tộc cạnh tranh quyền vị, dù vậy ngay từ đầu thì việc làm Đích nam sẽ có được một số sắp xếp biểu hiện vị trí con trai do Chính thê sinh ra. Tại gia đình Samurai, vị thế Đích nam đôi khi được xác định là con cả của Chính thê, nhưng lại cũng được định nghĩa là con trai cả, tức người lớn tuổi nhất mà không phân Đích tử hay Thứ tử. Việc phân chia tài sản hoặc quyền kế thừa do vậy cũng thường tiến đến tranh luận gay gắt.
Tại Việt Nam, do tư liệu khiếm khuyết mà sự phân biệt Đích-thứ chỉ được cảm nhận mơ hồ, tuy nhiên trong hoàng thất thì Đích-thứ cũng rất được rạch ròi kể từ thời nhà Lý qua nhận xét ở Lê Văn Hưu: "Nhà Lý phong cho các con mẹ đích đều làm Vương, các con mẹ thứ đều làm Hoàng tử mà không đặt ngôi Hoàng thái tử". Thời kỳ nhà Trần, triều đại này có số lượng Đích Trưởng tử kế vị rất liên tục như ba đời Trần Thánh Tông, Trần Nhân Tông và Trần Anh Tông, họ đều là Đích Trưởng tử. Sau đó Anh Tông không có Đích tử, Trần Minh Tông là thân phận Thứ trưởng tử lên ngôi, nhưng ngay khi Đích mẫu là Bảo Từ Hoàng hậu sinh hạ Đích tử lúc Minh Tông đang tại vị, thì đã có dấy lên biểu hiện Minh Tông tương lai sẽ nhường ngôi cho Đích tử. Câu chuyện cụ thể như sau:
| “                                                                   | Trước đây, Minh Tông nối ngôi đã lâu rồi Đích mẫu mới sinh con trai. Hôm người con ấy đầy tuổi thì Anh Tông đi tuần biên giới vắng, việc ở nhà do Minh Tông quyết định. Có người xin làm lễ theo tư cách Thái tử, các quan còn nghi ngại thì Minh Tông bảo họ: "Còn ngại gì nữa. Trước đây vì Đích tự chưa sinh nên ta tạm ở ngôi này. Nay đã sinh rồi thì đợi khi lớn lên, ta sẽ trả lại ngôi chứ có khó gì?". Người đó trả lời: "Việc này từ xưa hay sinh nguy biến, xin nghĩ kỹ lại". Minh Tông nói: "Cứ thuận nghĩa mà làm, yên hay nguy đâu đáng lo?". Cuối cùng làm lễ theo tư cách Thái tử. Một năm sau thì người Đích tử ấy mất, Minh Tông rất thương xót. | ” |
| — Trích từ Đại Việt sử ký toàn thư - "Trần Dụ Tông Hoàng đế bản kỷ" | |   |

Thời nhà Hậu Lê và nhà Nguyễn, vị trí Đích Trưởng tử thường được gọi gọn thành "Trưởng tử". Bởi vì thông thường tầng lớp quan viên của triều Lê-Nguyễn đều sớm cưới vợ cả nên "Trưởng tử" đều thường là Đích Trưởng tử, trường hợp Trưởng tử là "Thứ trưởng tử" thông thường đều do vợ cả không có con. Trong cung đình, vị trí chính thê bị bỏ trống hoặc chính thê không con, hoặc các Đích tử thường mất sớm, hầu hết các vị Vua chúa hai triều đại này thường lấy thân phận Trưởng tử để kế thừa ngai vị. Tuy vậy, nếu có thể luận vai Đích tử thì vẫn sẽ xảy ra chuyện xem trọng thân phận Đích tử để có chính danh, ví dụ chuyện Vua Minh Mạng được chọn làm Thái tử là do Vua Gia Long ở trước quần thần khẳng định rằng: "Hoàng tử (Vua Minh Mạng) là con của Hoàng hậu, có giấy khuế khoán ở kia, nên sai làm chủ việc thờ cúng". Bởi vì Vua Minh Mạng được Thừa Thiên Cao Hoàng hậu nhận làm con và có giấy khuế khoán làm chứng, dưới danh nghĩa đó ông cũng trở thành "Đích tử" và sang năm được làm lễ sách lập Thái tử.
Lần cuối cùng xuất hiện thân phận Đích Trưởng tử làm Trữ quân trong lịch sử Việt Nam, chính là khi Nam Phương Hoàng hậu sinh ra Hoàng thái tử Nguyễn Phúc Bảo Long - trở thành Đích Trưởng tử thứ hai của nhà Nguyễn (sau Anh Duệ Hoàng thái tử), đồng thời cũng là người cuối cùng trong toàn bộ lịch sử Việt Nam.